# Марченко Григорій Борисович
Григорій Борисович Марченко (13 березня 1951, Київська область, Українська РСР, СРСР — 24 січня 2017, Рівне, Україна) — український військовий діяч, Директор Департаменту реагування на надзвичайні ситуації Державної служби України з надзвичайних ситуацій, колишній перший заступник командувача Національної гвардії України — начальник Головного штабу, генерал-лейтенант.

## Життєпис
Народився 13 березня 1951 на Київщині, Українська РСР.

### Освіта
Закінчив Харківське гвардійське вище військове танкове командне училище імені Верховної Ради (1973), Військову академію бронетанкових військ ім.імені Маршала Радянського Союзу Р. Я. Малиновського (1985), Академію Збройних Сил України (1996).

### Кар'єра
На військовій службі з 1973. Проходив службу у Збройних Силах на посадах від командира взводу до командира дивізії. З 1998 — перший заступник Командувача Національної гвардії України — начальник Головного штабу. З 2000 — на службі в Центральному апараті МНС України на посадах заступника Міністра; першого заступника Державного секретаря — Командувача Сил МНС України; Директора Департаменту Сил цивільного захисту МНС; Директора Департаменту управління рятувальними силами МНС; Директора Департаменту реагування на надзвичайні ситуації ДСНС України.

### Служба в лавах НГУ
З травня 1998 по грудень 1999 рр. Григорій Марченко під час перебування на посаді Першого заступника Командувача Національної гвардії України — Начальника Головного штабу доклав багато зусиль для побудови на базі Нацгвардії мобільного, потужного, патріотичного та боєздатного військового формування за найкращими європейськими зразками. Багато уваги приділяв питанням бойової готовності військових частин та з'єднань гвардії на території Автономної Республіки Крим, часто особисто перевіряв організацію та умови несення служби кримськими нацгвардійцями. В цей час підрозділи Національної гвардії, що дислокувались на півострові, були самими боєздатними та професійно підготовленими до виконання завдань за призначенням, зокрема реагування на прояви екстремізму та сепаратизму, пік яких прийшовся якраз на 1998 рік.

### Служба в МНС та ДСНС України
Після розформування наприкінці 1999 р. Національної гвардії Григорій Марченко з квітня 2000 р. перейшов на службу до Міністерства з питань надзвичайних ситуацій де займав керівні посади. Згідно з розподілом обов'язків він відповідав за командування Силами МНС, до яких належали Війська Цивільної оборони України, а згодом після реформування МНС — і приєднання підрозділів пожежної охорони — Оперативно-рятувальна служба цивільного захисту України. Упродовж 2000—2013 рр. під його керівництвом були ліквідовані масштабні надзвичайні ситуації техногенного та природного характеру.
Після реорганізації наприкінці 2013-го МНС України у Державну службу України з надзвичайних ситуацій Григорія Марченка було призначено Директором Департаменту реагування на надзвичайні ситуації апарату ДСНС.